# Leia guangxiana
Leia guangxiana är en tvåvingeart som beskrevs av Wu 1999. Leia guangxiana ingår i släktet Leia och familjen svampmyggor.
Artens utbredningsområde är Guangxi (Kina). Inga underarter finns listade i Catalogue of Life.